# Сингапур на летних Олимпийских играх 1984
Сингапур принимал участие в Летних Олимпийских играх 1984 года в Лос-Анджелесе (США) в восьмой раз за свою историю, пропустив Летние Олимпийские игры 1980 года, но не завоевал ни одной медали.